# Gynoeryx teteforti
Gynoeryx teteforti là một loài bướm đêm thuộc họ Sphingidae. Loài này có ở Madagascar.